# Žiar nad Hronom
Žiar nad Hronom (en alemán: Heiligenkreuz, en húngaro: Garamszentkereszt) es una localidad de Eslovaquia ubicada en la región de Banská Bystrica, dentro del distrito de Žiar nad Hronom. El municipio se encuentra a 265 m s. n. m. y cubre un área de 39,06 km².
Se sitúa en la Cuenca de Žiar, sobre el río Hron, a unos 40 km de Banská Bystrica y 170 km de Bratislava. Hasta 1920, su nombre era Svätý Kríž (literalmente, Santa Cruz), y hasta 1955, Svätý Kríž nad Hronom (Santa Cruz sobre el Hron).

## Demografía
| Año        | 1994   | 2004    | 2014    | 2024     |
| ---------- | ------ | ------- | ------- | -------- |
| Población  | 20 261 | 19 718  | 19 558  | 16 677   |
| Diferencia |        | −2,68 % | −0,81 % | −14,73 % |

| Año        | 2023   | 2024    |
| ---------- | ------ | ------- |
| Población  | 16 879 | 16 677  |
| Diferencia |        | −1,19 % |